# 溝口英二
溝口 英二（みぞぐち えいじ、1964年12月7日 - ）は愛知県豊明市出身（東京都生まれ）のプロゴルファー。

## 来歴
東京で生まれたが、3歳の時には愛知に移る。父の影響で12歳の時にゴルフを始めて以来、夢中になり、中部地区のジュニア大会に優勝。入学した名古屋中央高も僅か2ヶ月で中退して桑名新日本ゴルフ場に研修生として入り、以後、酒も飲まず、ゴルフ道に邁進。
1989年に8回目のプロテストで合格するが、プロになっても出場できる試合は少ないため、1991年にはオーストラリアツアー、アメリカミニツアーに挑戦。
フロリダのミニツアーでは尾崎将司の息子・智春とも一緒になったが、智春のマイペースな修行ぶりに対し、溝口は必死であった。日米ミニツアー対抗をしようといわれて4対4で試合をした際も、負けたと分っていても手を抜かず、個人戦も同じで、初日のスコアが悪かった智春は250ドルの出場料を捨てて2日目には欠場したが、溝口は1ドルでも稼ごうと最後まで必死でやっていた。
1991年の日本オープンでは3日目に大風が吹き、多くの選手があらぬ方に持っていかれるボールを唖然として見送り、自暴自棄になってクラブを投げ捨てたりする中で、慌てず騒がず、自分のゴルフを続け、首位タイに進出。最終日は気の弱さからギャラリーの声援も耳に入らず、自滅の形で80を叩き、結局11位に終った。
1993年の茨城オープンでは上原宏一と並んでの2位タイに入り、プロ6年目の1994年にはシードのリランキング制度にうまく乗り、前半戦で好成績を収めて後半戦の出場権を獲得。
1994年はアサヒビール・ゴルフダイジェストにPGAフィランソロピー2位・日経カップ 中村寅吉メモリアル6位などで得た賞金が効いて出場し、初日は1アンダーの30位タイ、2日目は少し押し上げて68で回って15位タイまで上がり、3日目には8つのバーディを奪い、ボギーを1つ叩いただけの7アンダーで一気に2位タイにまで浮上。合わないと思っていた狭いコースを丁寧に打っているうちに、パー7のコースで64の好スコアが出た。最終日には8年間、陰から支えてくれていた恋人も観戦し、短気な性格を抑えると同時に臆病になろうとする気持を叱咤し、コースに向って攻める。1番でバーディが来ると、2番、3番では1パットでしのぐ苦しい展開になったが、6番、175ヤード、パー3ではバーディが来て植田浩史に並んだ。次の7番、9番でもバーディを奪って一気に単独首位に立ち、12番、418ヤードは谷越えの難しいホールでフェアウエイも狭く、狙いが定めにくかったが、この苦手なホールでドライバーをよく振り抜き、2打目をグリーンに乗せた。ピンは左奥で、右手前に乗ったボールの所から13〜14mもあり、途中にマウンドがあって、ラインも読みにくかったが、無我夢中で打った。マウンドを滑り落ちたボールは加速してカップに吸い込まれ、この長いバーディパットが効を奏してツアー初優勝を果たす。同年は8000万円に迫る賞金を稼ぎ、ランク7位で初シードを獲得。
その後は浮沈を繰り返しながらも戦いを続け、1997年までコンスタントにシードを維持。
1997年には日本プロマッチプレーに2年ぶり2度目の出場を果たし、初戦では帰国初戦の丸山茂樹に15番でバーディーを奪われて2アップとリードされるが、溝口は16、17番をバーディーで取り返してマッチイーブンで延長へと持ち込む。延長3ホール目に通算21ホール目で丸山がバーディーを決めて敗退するが、丸山を苦しめた。
1998年は34試合中ベスト10が1回しかなく、予選落ちが16回と低迷し、賞金獲得高1519万円余り、ランキング15位でシード権を落とす。
1999年は予選会からツアーに出場し、開幕4戦目のデサントクラシックで4位タイに入り、中部オープンでは同大会2度目の優勝を果たす。その勢いが持続したサントリーオープンでは3位、ジーン・サラゼン ジュンクラシックでは7位タイになるなど復調の兆しを見せ、ここまで2500万円余りを稼いで、賞金ランキング41位と翌年のシード権を確実にする。ファンケル沖縄オープンでは初日、5バーディノーボギーの66で首位タイのスタートを切った。
同年のフジサンケイクラシックでは35インチのパターをリニューアルして川奈の難グリーンを次々と攻略し、初日には5番ミドルではピンまで2m、9番ショートは10m、14番ミドルは5m、17番ショートはグリーン外にこぼれた第1打をねじ込みバーディ奪取。15番ミドルでは、ティショットが左OBゾーンまで僅か3mのピンチも、4mきっちり寄せてこれを沈めてパーで切り抜け、4バーディノーボギーの安定したゴルフ67の3位タイと好発進した。
2000年はダイドードリンコ静岡オープンで3日目最終18番ではピンまで4mにつけバーディフィニッシュし、通算7アンダー3位タイで最終日を迎える。最終日は最終18番で3メートルのバーディパットを決め、単独2位に入った。アイフルカップでは前年から契約を結ぶキャロウェイのアイアン『X14』とニュードライバー『ERC』で面白いようにピンに絡め、前半の11番で1mにつけてバーディを奪うと、12番では30cm。14 、16番は共に2m。チャンスパットもしっかり沈めるなどスコアを伸ばし、8バーディノーボギーの65、通算11アンダーで単独首位に踊り出た。最終日には前日入っていた2〜3mのパッティングが全然入らず、1番、3番でいずれも2m以内のチャンスパットを外すが、4番で4mのバーディが来た。前日3日目から1つスコアを伸ばして首位をキープするが、途中から腰の痛みでクラブが振れなくなり、2位に甘んじている。
2001年には1995年に患ったギックリ腰が原因の腰痛に悩まされながらも、ダイドードリンコ静岡オープンでフランキー・ミノザ（フィリピン）をプレーオフで破って7年ぶりのツアー2勝目 を挙げる。
静岡オープンでは痛みを恐れるあまり、スタート前の練習は僅か10球で、溝口曰く「かがむ姿勢は一番よくないから」とパット練習を2、3分で済ませた。プレー中も大振りは避け、パッティングは見た目だけで決めて打つなど慎重を極める。3日目の12番パー4ではOBゾーンがなく、比較的ゆったりしたホールで、「ここは、振っておかなくちゃ」と意気込んだのだ仇となり、トップスウィングで右足を蹴りこんだ瞬間に転倒。球は左斜め横100ヤード先の11番のサブグリーンへ行き、溝口自身に幸いケガはなく、初めの慎重さを取り戻すとパーセーブ。上がり3ホールでは連続バーディも奪い、単独首位に立った。
最終日は2番パー4で右からの風と思って打ったティショットが、実際は左から吹いていた風に流されてコース右側の6番フェアウェーへ入り、そこからスプーンで狙った球は、今度は、2番ホールの林の中へ飛びこんだ。一人のギャラリーの指摘で、行方を見失いかけたボールを木の根に発見できたが、そのままの状態では打てなかった。1打罰でドロップして6mに乗せ、4オン2パットのダブルボギーに終わる。18番のティショットも右の林に打ち込み、球は3本の木の幹に挟まれて2度目のアンプレヤブルをせざるを得なくなる。フェアウェーに出してからの第4打はグリーンから僅かにこぼれ、恥ずかしさで思い詰めながら打った1m半のダボパットる。ど真ん中から決めて、ミノザとのプレーオフになるが、その1ホール目に、ミノザが、60cmのパーパットをまさかのボギーであっけなく決着はついた。
優勝後の3週間は腰の治療に専念し、家族サービスで子供を東京ディズニーランドに連れて行き、リフレッシュ後のつるやオープンでは初日、2日目と尾崎将司と回り、ノーボギーで好位置に着けた。
その後は持病である腰痛の悪化でゴルフはおろか歩くことさえままならなくなり、選手生活にピリオドを打つことも頭をよぎったが、運良く出会った整体師の処方で徐々に回復に向かい、2006年には主催者推薦枠を利用してツアーに出場。マンシングウェアオープン KSBカップでは推薦者の期待に応え、なおかつ次週の出場権が獲得できる5位以内を目標にプレーすると、その姿勢が吉と出て単独2位に入る。この時点で賞金額が1300万円を超え、一昨年のシードランクの上位70番目を超えたため、主催者推薦枠の限度が解除された。
2007年のカシオワールドオープンでは後半の14番、175ヤードのパー3で6番アイアンのティショットがカップに吸い込まれた。プライベートでは既に8回ほど達成していたホールインワンを試合では初めて経験したが、同日はアウトコースで43と既に予選通過も厳しい位置であった。同年は持病の腰痛が再発で思うようなプレーができず、賞金ランク95位で前年取り戻したばかりのシード権の確保にも程遠く、このイーグルも生かしきれないまま通算8オーバーで予選落ちと、同時にシード落ちも決定した。
レギュラーツアー2勝以上の資格で2015年シニアツアー出場権を得ると、5年目の2019年には富邦仰德シニア盃（フーボン・ヨートク シニアカップ）で念願のシニア初優勝を飾り、第1回関文グループ鴻巣シニア、エリートグリップシニアも優勝し3勝を挙げる。
富邦仰德シニア盃最終日は崎山武志とのプレーオフとなり、1ホール目に崎山が2オンできず、アプローチで約2mのパーパットを残す。溝口も2オンで3打目80cmに寄せたが、短いパーパットを外してボギーにしてしまい、崎山もボギーで分ける。2ホール目は溝口のセカンドショットはグリーン奥のカラーへ行き、崎山のセカンドはグリーン手前を捕らえる。溝口のパーパットは残り2mで、ハウスキャディのアドバイスもうまく噛み合って先に沈めてパー。その後、崎山が寄せきれず1.5mメートルのパーパットを外した瞬間に溝口のシニア初優勝が決まった。
エリートグリップシニアでは初日14番でホールインワンを達成するなど1打差2位でスタートし、最終日は4番でピン上3mを入れてバーディーが先行。9番では4mを入れて通算４アンダーに浮上するが、10番で3パットのボギーにして一歩後退。11番で1mにつけて一歩前進し、抜け出したのは13番で30cmにつけ、14番パー5では第2打でグリーン近くまで運んでアプローチで30cmと、連続バーディー。6アンダーで単独首位に立ったが、15番でバンカーに捕まってボギーと再び1歩後退。17番で手前にショートしてアプローチが2mほどピンをオーバーしてのパーパットが入って5アンダーをキープし、シニア3勝目を挙げた。
2020年は前年9月に負傷した右脇腹の剥離骨折がまだ完治していなかったが、いわさき白露シニアでは2打差3位から出て4バーディ1ボギーの「69」でプレーし、グレゴリー・マイヤー（アメリカ）と共に通算6アンダー首位で並ぶと、プレーオフでは1ホール目の18番パー5でバーディを奪って競り勝った。

## 主な優勝
レギュラー
- 1994年 - 中部オープン、アサヒビール・ゴルフダイジェスト
- 1999年 - 中部オープン
- 2001年 - ダイドードリンコ静岡オープン
- 2011年 - 北海道オープン

シニア
- 2019年 - 富邦仰德シニア盃（フーボン・ヨートク シニアカップ）、関文グループ鴻巣シニア、エリートグリップシニア
- 2020年 - いわさき白露シニア